# Oreopanax oroyanus
Oreopanax oroyanus är en araliaväxtart som beskrevs av Hermann Harms. Oreopanax oroyanus ingår i släktet Oreopanax och familjen Araliaceae. Inga underarter finns listade.